# Campeonato Africano de Atletismo de 2016 - 10000 m feminino
A prova dos 10000 metros feminino do Campeonato Africano de Atletismo de 2016 foi disputada no dia 25 de junho no Kings Park Stadium  em Durban,  na África do Sul. Participaram da prova 16 atletas sendo que 12 concluíram a prova. 

## Recordes
Antes desta competição, os recordes mundiais e do campeonato nesta prova eram os seguintes:
|                       | Nome             | Nacionalidade | Tempo      | Local   | Data                  |
| --------------------- | ---------------- | ------------- | ---------- | ------- | --------------------- |
| Recorde mundial       | Wang Junxia      | China         | 29m 31s 78 | Pequim  | 8 de setembro de 1993 |
| Recorde do campeonato | Edith Masai      | Quênia        | 31m 27s 96 | Bambous | 12 de agosto de 2006  |
| Recorde africano      | Meselech Melkamu | Etiópia       | 29m 53s 80 | Utrecht | 14 de junho de 2009   |

Os seguintes recordes foram estabelecidos durante esta competição:
| Data        | Evento | Atleta      | Nacionalidade | Tempo      | Notas |
| ----------- | ------ | ----------- | ------------- | ---------- | ----- |
| 25 de junho | Final  | Alice Aprot | Quênia        | 30m 26s 94 | ,     |

## Medalhistas
| Ouro              | Prata                    | Bronze                    |
| Alice Aprot (KEN) | Jackline Chepngeno (KEN) | Joyciline Jepkosgei (KEN) |

## Cronograma
Todos os horários são locais (UTC+2). 
| Data        | Hora  | Evento |
| ----------- | ----- | ------ |
| 25 de junho | 19:30 | Final  |

## Resultado final
| Posição           | Atleta                | Nacionalidade | Tempo    | Notas            |
| ----------------- | --------------------- | ------------- | -------- | ---------------- |
| Medalha de ouro   | Alice Aprot           | Quênia        | 30:26.94 | ,                |
| Medalha de prata  | Jackline Chepngeno    | Quênia        | 31:27.73 |                  |
| Medalha de bronze | Joyciline Jepkosgei   | Quênia        | 31:28.28 |                  |
| 4                 | Salome Nyirarukundo   | Ruanda        | 31:45.82 | Recorde nacional |
| 5                 | Shure Demise          | Etiópia       | 32:14.25 |                  |
| 6                 | Yenenesh Tilahun      | Etiópia       | 32:17.38 |                  |
| 7                 | Clementine Mukandanga | Ruanda        | 33:28.64 |                  |
| 8                 | Ayantu Idossa         | Etiópia       | 34:34.64 |                  |
| 9                 | Lemlem Teweldebrhan   | Eritreia      | 34:41.77 |                  |
| 10                | Ruth Kibreab          | Eritreia      | 36:10.58 |                  |
| 11                | Glenrose Xaba         | África do Sul | 36:32.37 |                  |
| 12                | Falicia Oyo           | Sudão do Sul  | 37:55.31 |                  |
| 13                | Rachael Zena Chebet   | Uganda        | DNF      |                  |
| 13                | Keneilwe Sesing       | África do Sul | DNF      |                  |
| 14                | Nebyat Abraham        | Eritreia      | DNS      |                  |
| 14                | Sali Nguisse          | Sudão         | DNS      |                  |

Legenda
| Recorde mundial       | Recorde mundial (World record)               |                       | Recorde africano                      | Recorde africano (African) |                                           | Q | Classificado por posição (Qualified) |
| Recorde do campeonato | Recorde do campeonato (Championship record)  | Recorde da América    | Recorde da América (Americas)         | q                          | Classificado por melhor tempo (Qualified) |   |                                      |
| Melhor marca do ano   | Melhor marca do ano (World leading)          | Recorde asiático      | Recorde asiático (Asian)              | DNS                        | Não largou (Did not start)                |   |                                      |
| Recorde nacional      | Recorde nacional (National record)           | Recorde europeu       | Recorde europeu (European)            | DNF                        | Não terminou (Did not finish)             |   |                                      |
| Recorde pessoal       | Recorde pessoal do atleta (Personal best)    | Recorde da Oceania    | Recorde da Oceania (Oceania)          | DSQ / DQ                   | Desclassificado (Disqualified)            |   |                                      |
| Recorde da temporada  | Recorde da temporada do atleta (Season best) | Recorde sul-americano | Recorde sul-americano (South America) | NM                         | Sem marca (No mark)                       |   |                                      |